# Mojappana Hosuru, Shimoga
Mojappana Hosuru là một làng thuộc tehsil Shimoga, huyện Shimoga, bang Karnataka, Ấn Độ.